# São Silvestre (filme)
São Silvestre é um documentário brasileiro de 2013 dirigido por Lina Chamie, sobre a tradicional Corrida Internacional de São Silvestre, a mais prestigiada corrida a céu aberto da América Latina, que acontece anualmente na cidade de São Paulo, no dia 31 de dezembro. 
Com uma câmera acoplada ao corpo do ator Fernando Alves Pinto, que participou da edição de 2011, o filme busca captar o cansaço, a velocidade, o suor, a respiração e a movimentação dos atletas.

## Prêmios e Indicações
| Ano  | Prêmio                                         | Categoria                           | Profissional(is) Indicado(s)                                                                   | Resultado | Ref.        |
| ---- | ---------------------------------------------- | ----------------------------------- | ---------------------------------------------------------------------------------------------- | --------- | ----------- |
| 2014 | Prêmio ABC de Cinematografia                   | Melhor Montagem para Longa-Metragem | Umberto Martins                                                                                | Indicado  | [ 3 ] [ 4 ] |
| 2014 | Prêmio ABC de Cinematografia                   | Melhor Som para Longa-Metragem      | Louis Robin, Tide Borges, Rene Brasil, Luiz Adelmo Manzano, Lina Chamie, Eduardo Santos Mendes | Indicado  | [ 3 ] [ 4 ] |
| 2014 | Grande Prêmio Brasileiro de Cinema             | Melhor Longa-Metragem: Documentário | Lina Chamie                                                                                    | Indicado  | [ 5 ] [ 4 ] |
| 2014 | Grande Prêmio Brasileiro de Cinema             | Melhor Trilha Sonora                | Lina Chamie                                                                                    | Indicado  | [ 5 ] [ 4 ] |
| 2014 | Associação Paulista de Críticos de Arte (APCA) | Melhor Documentário                 | Lina Chamie                                                                                    | Venceu    | [ 6 ] [ 4 ] |
| 2014 | Festival CineMúsica                            | Melhor Som                          | Louis Robin, Tide Borges, Rene Brasil, Luiz Adelmo Manzano, Lina Chamie, Eduardo Santos Mendes | Venceu    | [ 7 ]       |
| 2014 | Prêmio Governador do Estado para a Cultura     | Melhor Filme - Juri popular         | Lina Chamie                                                                                    | Indicado  | [ 8 ]       |
| 2014 | 10º Prêmio Fiesp/SESI-SP de Cinema             | Melhor Documentário                 | Lina Chamie                                                                                    | Indicado  | [ 8 ]       |
| 2014 | 10º Prêmio Fiesp/SESI-SP de Cinema             | Melhor Montagem                     | Lina Chamie                                                                                    | Indicado  | [ 8 ]       |